# Impatiens arguta
Impatiens arguta är en balsaminväxtart som beskrevs av Joseph Dalton Hooker och Thoms. Impatiens arguta ingår i släktet balsaminer, och familjen balsaminväxter. Inga underarter finns listade i Catalogue of Life.

## Bildgalleri

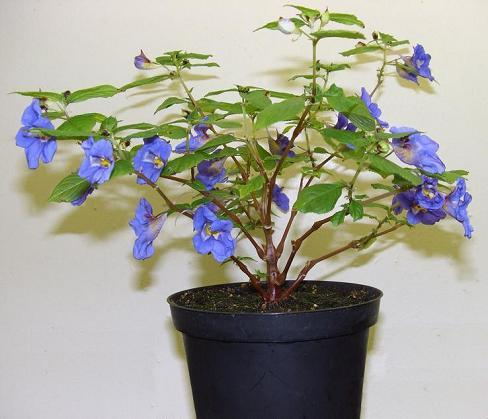
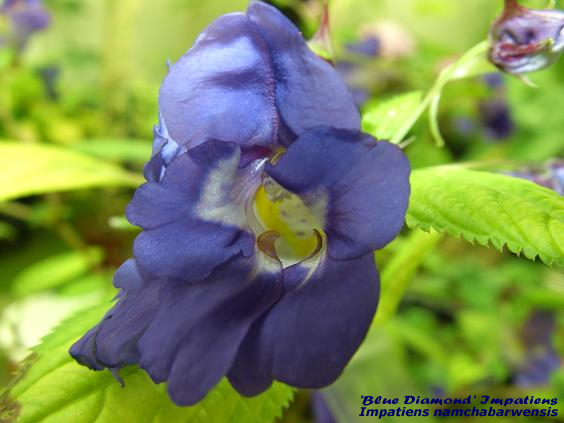
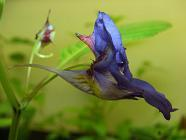
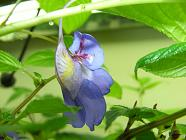